# Jerzy Piotrowski (architekt)

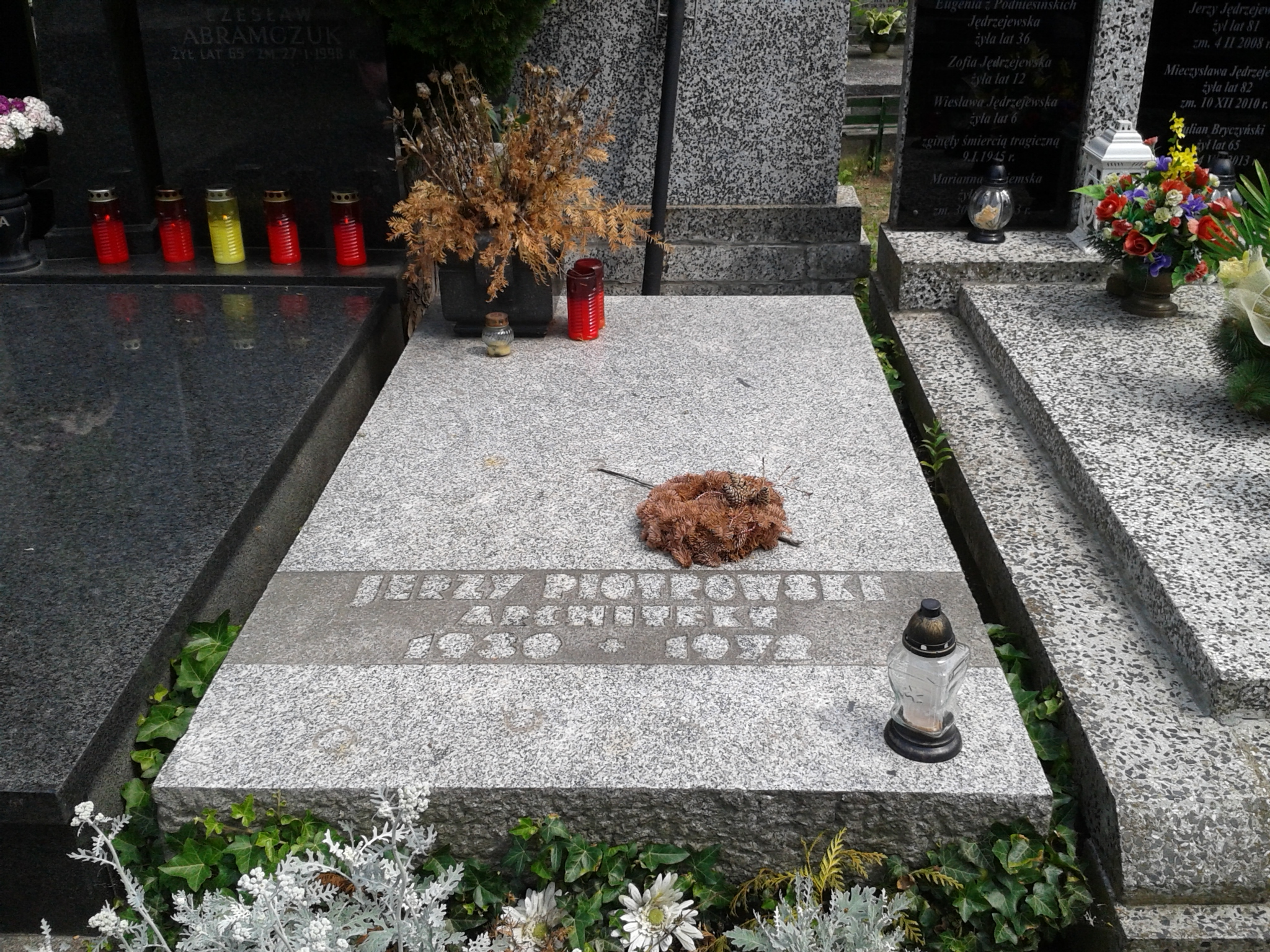
Grób Jerzego Piotrowskiego na cmentarzu Bródnowskim

Jerzy Piotrowski (ur. 1930, zm. 1 czerwca 1972 w Warszawie) – polski architekt.

## Życiorys
W 1958 ukończył studia na Wydziale Architektury Politechniki Warszawskiej, został wówczas członkiem Oddziału Warszawskiego SARP. Zajmował się projektowaniem budynków indywidualnych. W 1964 uczestniczył z zespołem (Henryk Gąszewski, Barbara Bilewicz, art. plastyk Jerzy Leontiew, inż. Jerzy Redlicki) w międzynarodowym konkursie na projekt domów jednorodzinnych na wzgórzach Olimp w Hollywood w Kalifornii, w Stanach Zjednoczonych, otrzymali wówczas III nagrodę.
Pochowany na cmentarzu Bródnowskim w Warszawie (kw. 12H, rząd VI, grób 13).